# SHL M11
SHL M11 – polski motocykl klasy 175 cm³ produkowany w latach 1961–1968 w zakładach KZWM Polmo-SHL w Kielcach.

## Historia i opis
SHL M11 był następcą modelu M06T z silnikiem o pojemności 150 cm³, lecz pomimo podobieństwa, stanowił nową konstrukcję. Był pierwszym polskim motocyklem klasy 175 cm³. Nadwozie motocykla zostało opracowane w KZWM i w stosunku do poprzedniego modelu miało wzmocnioną ramę, z zamkiem kierownicy i zamykanym schowkiem pod kanapą. Wprowadzono także nowe eleganckie blaszane obudowy boczne, osłaniające gaźnik, akumulator i filtr powietrza. Z modelu M06T został przejęty rodzaj zawieszenia przedniego na wahaczu pchanym z dwoma amortyzatorami teleskopowymi z tłumieniem hydraulicznym, lecz powiększono skok zawieszenia, a dodatkowo układ kierowniczy wyposażono w amortyzator cierny. W całości przejęto z poprzedniego modelu m.in. koła z hamulcami bębnowymi, przedni błotnik i instalację elektryczną.  Opracowano też wersję M11S z widelcem teleskopowym, lecz nie weszła do produkcji z uwagi na większy koszt.

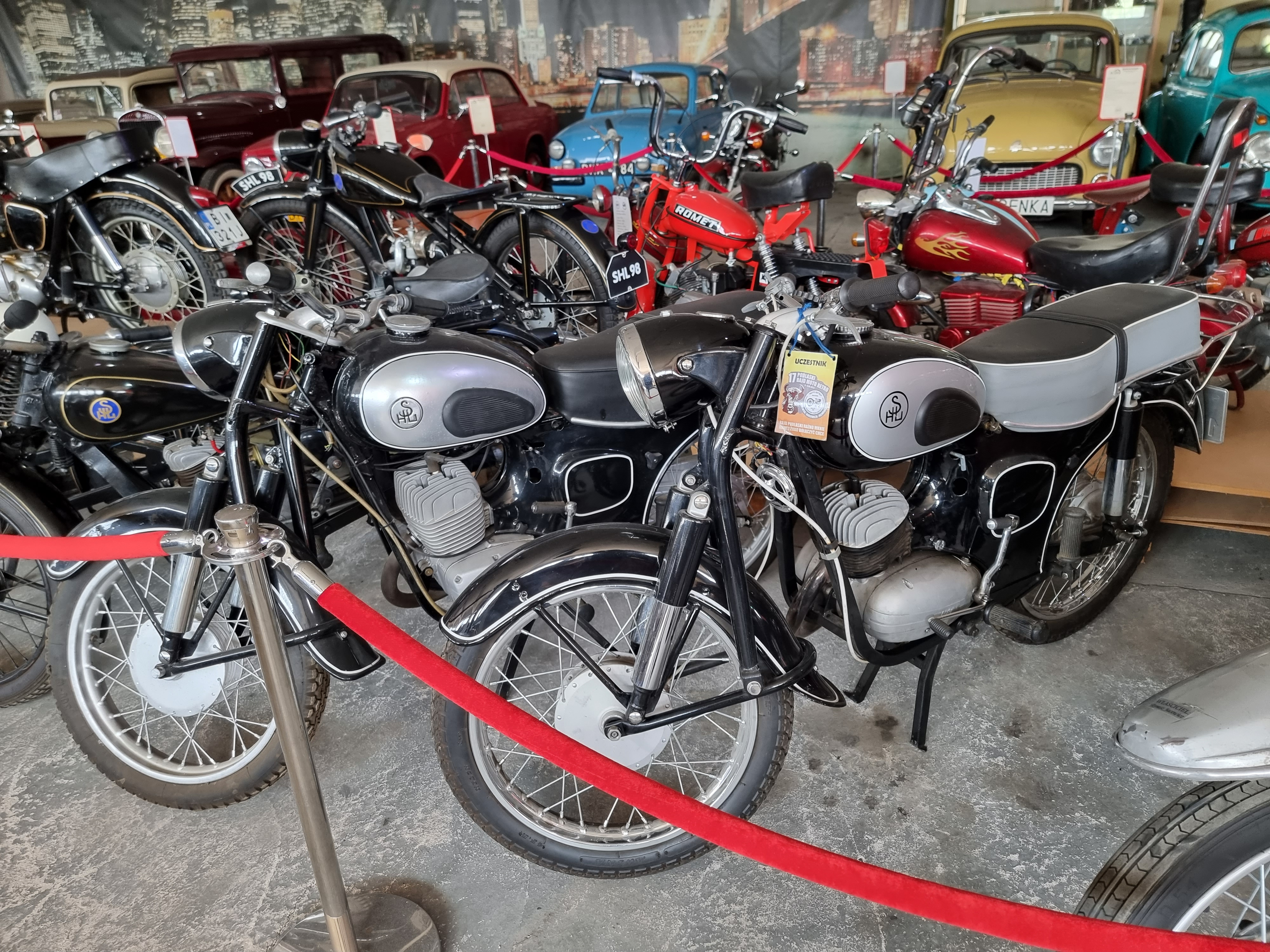
Z prawej SHL M11, z lewej M11W

Nowy silnik S32, produkowany w WFM, opracowano na bazie silnika S06 (wywodzącego się z silnika S01 skopiowanego z niemieckiego DKW RT 125), lecz jego pojemność wzrosła do 173 cm³ przez zwiększenie średnicy cylindra. Otrzymał nowy cylinder, głowicę, gaźnik, sprzęgło i wydech. Od 1966 produkowano aluminiowe cylindry z żeliwną tuleją cylindrową zamiast cylindra całkowicie żeliwnego. W 1967 roku w modelu M11W wprowadzono nowy silnik polskiej konstrukcji inż. Wiesława Wiatraka – W-2A Wiatr, o minimalnie większej pojemności 174 cm³, lecz mocy zwiększonej do 12 KM (o 3 KM w stosunku do bazowego S32, a o 2 KM w stosunku do ulepszonego S32U). Pozwoliło to na zwiększenie dynamiki motocykla. Silnik W-2A produkowano w Zakładach Metalowych Dezamet w Nowej Dębie.

## Produkcja
Prototypy motocykla zbudowano w 1959 roku – równocześnie z rozpoczęciem produkcji modelu M06T. Motocykl zaprezentowano na Międzynarodowych Targach Poznańskich w 1960 roku, a produkcję rozpoczęto w maju 1961 roku. Oprócz wersji bazowej, istniała też wersja rajdowa M11R, posiadająca m.in. zawieszenie przednie z widelcem teleskopowym. W toku produkcji, bazowy model M11 był ulepszany, m.in. wzmocniono mocowanie przedniego zawieszenia (1961/1962), wprowadzono lepsze amortyzatory (sierpień 1962) i zmieniono łożyskowanie wahaczy, eliminując konieczność okresowego smarowania. Od 1963 produkowano małe serie lepiej wyposażonych  i wykończonych motocykli M11 Lux (m.in. zbiornik, obręcze kół i amortyzatory były chromowane). W 1965 zmniejszono koła z 19-calowych na 18-calowe.
Od 1967 do lipca 1968 produkowano model M11W z nowym silnikiem W-2A Wiatr. Ogółem wyprodukowano ich prawie 180 tys., w tym ponad 26 tys. M-11W. Cena motocykla wynosiła ponad 15 tys. PLZ.
Większość motocykli trafiała na rynek polski, lecz część wyeksportowano, w tym do USA. W 1962 licencję na produkcję modelu M11 zakupiły Indie, gdzie produkowano go aż do 2005 roku pod nazwą Rajdoot.

## Dane ogólne
- rama – podwójna, typu kołyskowego, spawana z kształtowników o przekroju prostokątnym
- zawieszenie przednie – dwustronny wahacz pchany z dwoma amortyzatorami teleskopowymi z tłumieniem hydraulicznym
- zawieszenie tylne – dwustronny wahacz wleczony z dwoma amortyzatorami teleskopowymi z tłumieniem hydraulicznym
- przeniesienie napędu – łańcuchem na tylne koło
- hamulce – bębnowe, średnica 160 mm[1]
- siedzenia – kanapa dwuosobowa przykrywająca zamykany schowek
- instalacja elektryczna – 6 V prądu przemiennego, prądnica 28 W, akumulator 7 Ah (M11) lub 10 Ah (M11W)[1]
- masa własna – 115 kg (M11), 112 kg (M11W)[1]
- prędkość maksymalna – 90 km/h (M11), 100 km/h (M11W)
- zużycie paliwa – 2,9 l/100 km (M11), 3,2 l/100 km (M11W)

## Silnik
- typ – S32 / S32U / W-2A Wiatr
- układ – jednocylindrowy, 2-suwowy, chłodzony powietrzem (wszystkie)
- średnica cylindra – 61,5 / 61,5 / 61 mm
- skok tłoka – 58 / 58 / 59,5 mm
- pojemność skokowa – 173 / 173 / 174 cm³
- stopień sprężania – 6,9[7] / ? / ?
- moc maksymalna:[1]
  - S-32: 9 KM (6,6 kW) przy 4850 obr./min
  - S-32U: 10 KM (7,4 kW) przy 5000 obr./min
  - W-2A: 12 KM (8,8 kW) przy 5450 obr./min
- maksymalny moment obrotowy – 14,7 Nm przy 3500 obr./min[7] / ? / ?
- sprzęgło – mokre, czterotarczowe, o wkładkach korkowych
- skrzynka przekładniowa – zblokowana z silnikiem, trzybiegowa (S-32) lub czterobiegowa (W-2A)[1]
- gaźnik – typu G24 U1[7]

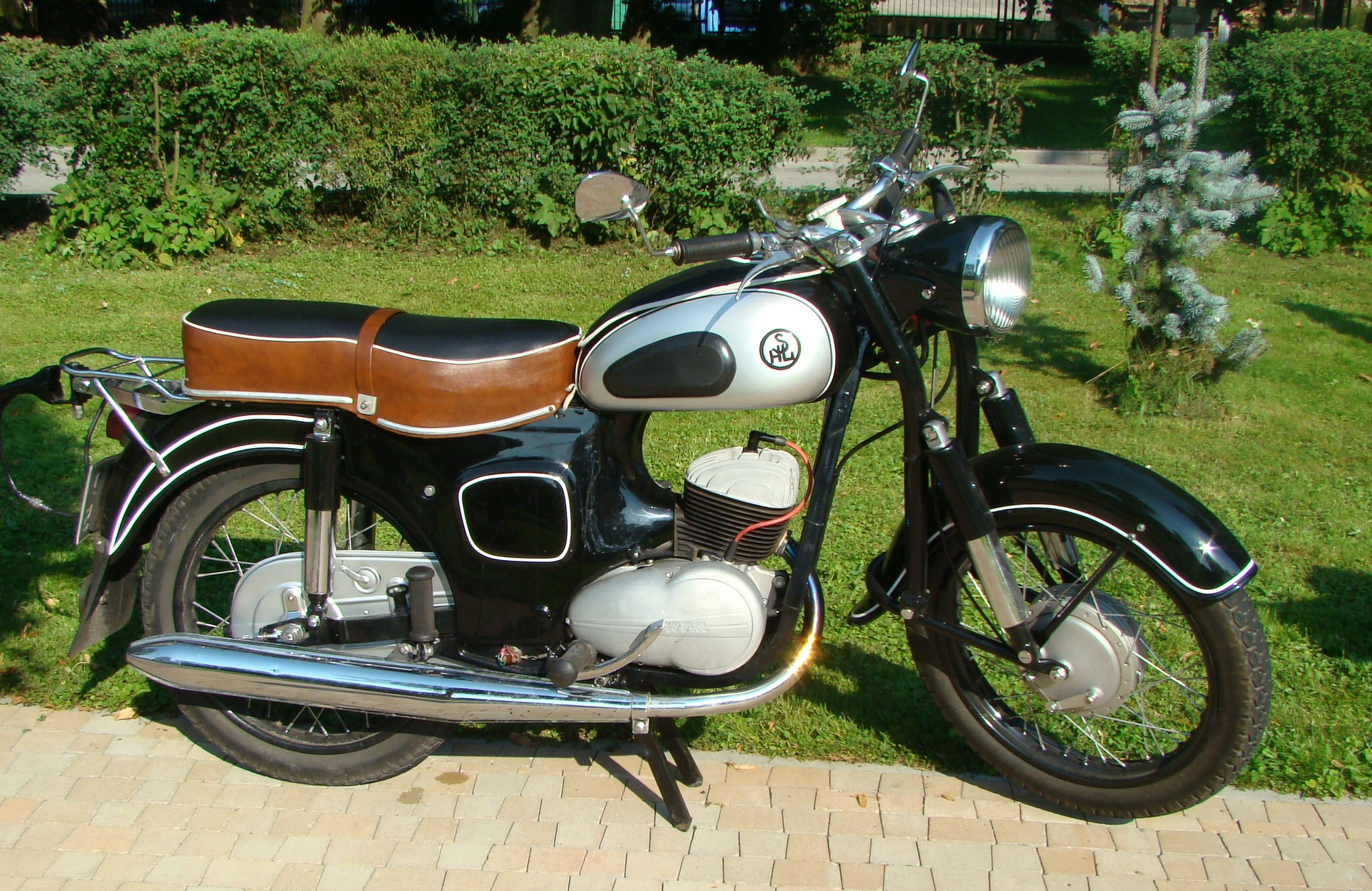
SHL M11
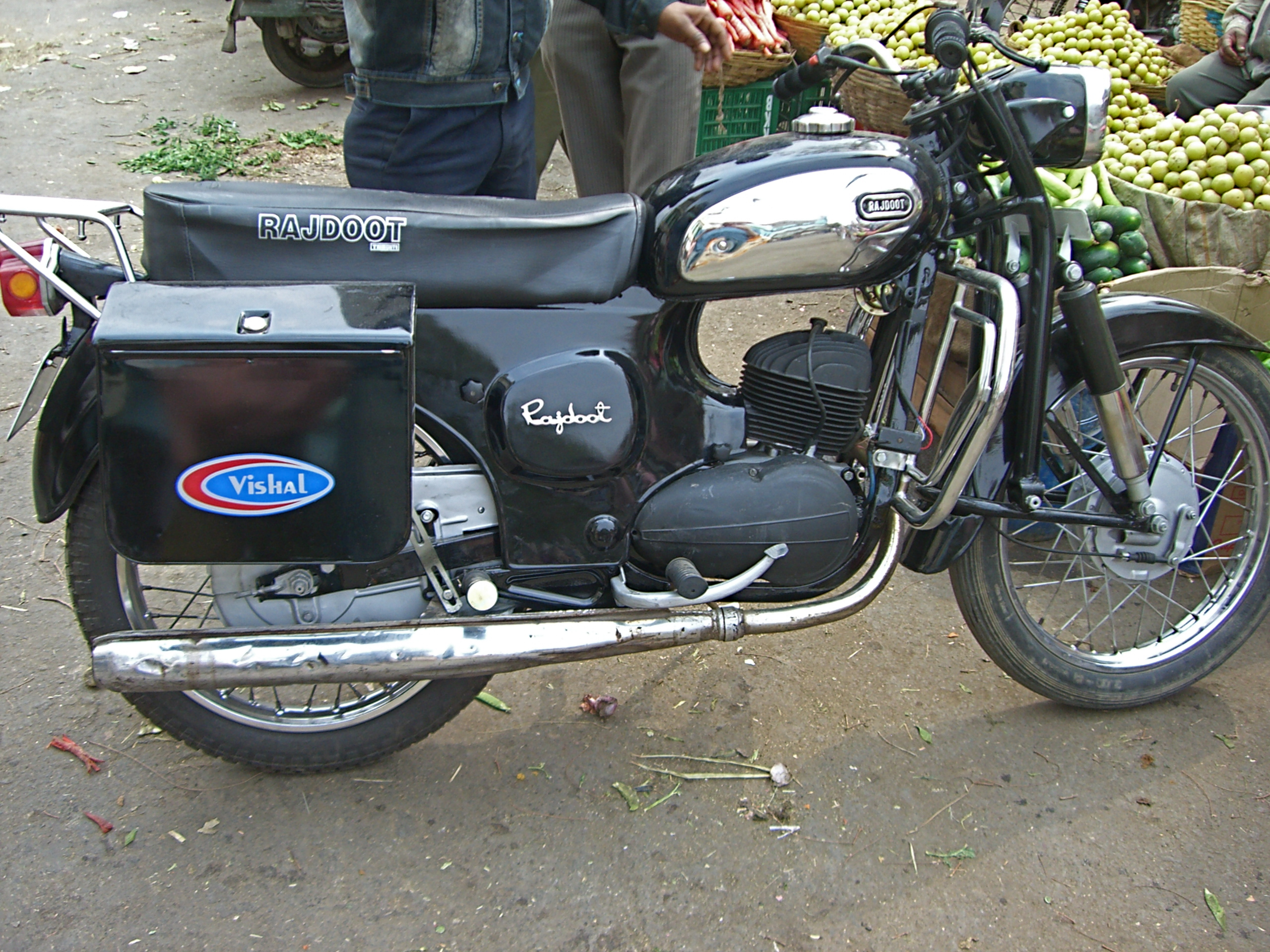
Rajdoot